# Edward Calvin Kendall
Edward Calvin Kendall (8. ožujka, 1886. – 4. svibnja, 1972.) bio je američki kemičar koji je zajedno s Philip S. Henchom i Tadeus Reichsteinom, dobio Nobelovu nagradu za fiziologiju ili medicinu 1950.g. za istraživanje strukture i biološkog učinka hormona kore nadbubrežne žlijezde. Zaslužan je za otkriće hormona kortizola.

## Vanjske poveznice
- (engl.)Nobelova nagrada - životopis